# Skirt, Hirari
Singles de AKB48
Sakura no Hanabiratachi
(2006) Aitakatta
(2006)
Skirt, Hirari (スカート、ひらり, , « Battements de jupe ») est le deuxième single « indépendant » du groupe d'idoles japonaises AKB48 sorti au Japon le 7 juin 2006 sous le label AKS.

## Présentation
La face B est interprétée par l'ensemble des membres de la Team-A. Cependant, sept membres sont sélectionnés afin de faire partie des futurs Senbatsu, appelé SakuHira Seven lors de la sortie du single et sont seuls à chanter la face A. Ce système de classement continuera à fonctionner pour tous les futurs singles des AKB48. Les SakuHira Seven étaient reconnaissables dans le PV grâce à leurs tenues rouges, les autres membres étant habillés en bleu.
Le single atteint la 13e place du charts hebdomadaire Oricon avec 20 609 copies vendues, puis quitta le Top 200 six semaines après son entrée. Skirt, Hirari reste le single le moins vendu sous le label AKS.

## Membres participantes
- Skirt, Hirari : Tomomi Itano, Haruna Kojima, Atsuko Maeda, Risa Narita, Mai Oshima, Minami Takahashi.
- Aozora no Soba ni Ite : Tous les membres de la Team-A de la première génération.

## Titres
Toutes les paroles sont écrites par Yasushi Akimoto.
| CD single   | CD single                                                            | CD single                         | CD single  | CD single | CD single | CD single | CD single | CD single | CD single |
| No          | Titre                                                                | Musique / Arrangements            | Durée      |           |           |           |           |           |           |
| ----------- | -------------------------------------------------------------------- | --------------------------------- | ---------- | --------- | --------- | --------- | --------- | --------- | --------- |
| 1.          | Skirt, Hirari ("スカート、ひらり" ; "Battements de jupe")            | Mion Okada / Atsushi Umebori      | 4 min 04 s |           |           |           |           |           |           |
| 2.          | Aozora no Soba ni Ite ("青空のそばにいて"; "Être près du ciel bleu") | Yuichi Yaegashi / Minoru Yamazaki | 5 min 07 s |           |           |           |           |           |           |
| 3.          | Skirt, Hirari (Karaoke Version)                                      | Mion Okada / Atsushi Umebori      | 4 min 04 s |           |           |           |           |           |           |
| 4.          | Aozora no Soba ni Ite (Karaoke Version)                              | Yuichi Yaegashi / Minoru Yamazaki | 5 min 05 s |           |           |           |           |           |           |
| 18 min 18 s |                                                                      |                                   |            |           |           |           |           |           |           |